# 保皇会

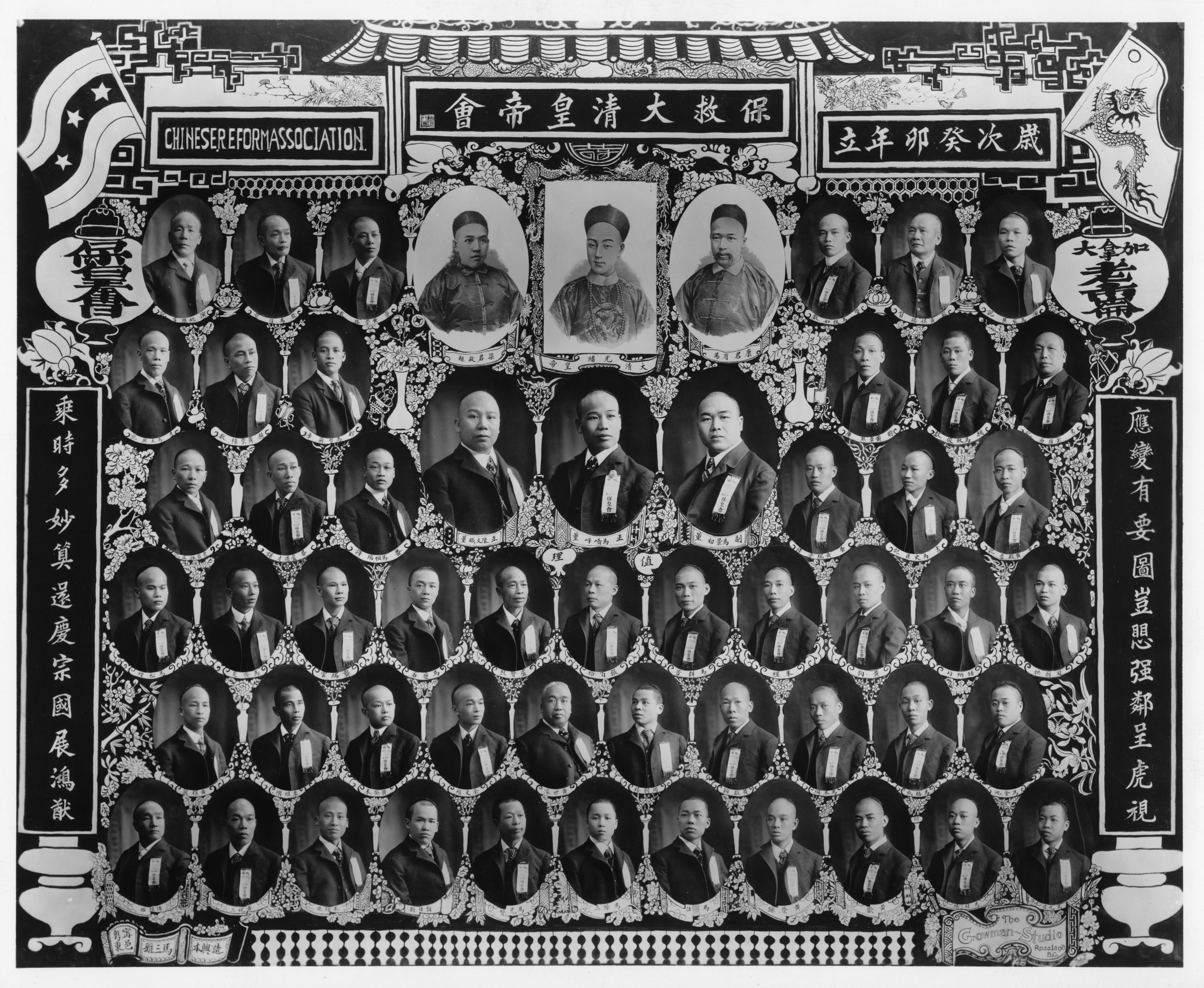
1903年時保救大清皇帝會加拿大成員一覽

保皇会（英語：Chinese Empire Reform Association），是康有为、梁启超等人在中国清朝末年创建政治团体，以鼓吹君主立宪制为主要纲领，全稱“保救大清皇帝會”，又名中国维新会，但其英文名并不對應，意為“中華帝國改良協會”。
康有为在戊戌变法失败后流亡国外。光绪25年六月十三（1899年7月20日），康有为在加拿大維多利亞创设保皇会。保皇会计划在北美、东南亚、香港、日本等地设立分会，机关报为澳门《知新报》和横滨《清议报》。
保皇会初期目的是营救光绪帝，取代慈禧、荣禄、刚毅等守旧派。1900年，义和团兴起引致八国联军进军北京，保皇会遂计划以此为契机，争取各国支持以营救光绪帝，并与国内的唐才常联系，拟在武汉发动自立军起义。由于保皇会的经费未能及时到位，自立军起义被迫推迟，并于8月21日被破获，唐才常死难。
此后，由于清政府对于立宪的态度逐渐软化，保皇会开始在国内与岑春煊等人互相呼应，推进合法的立宪运动。逐渐转向敵視孙中山领导的革命派。1906年清政府宣布实行预备立宪，康有为遂宣告保皇会任务完成。1907年，保皇会改组为帝国宪政会，英文名未改。